# Lophoruza albidens
Lophoruza albidens är en fjärilsart som beskrevs av W. Warren 1913. Lophoruza albidens ingår i släktet Lophoruza och familjen nattflyn. Inga underarter finns listade i Catalogue of Life.